# Secretaria d'Estat d'Educació i Formació Professional
La Secretaria d'Estat d'Educació i Formació Professional d'Espanya és la Secretaria d'Estat de l'actual Ministeri d'Educació i Formació Professional i que s'encarrega de l'execució de la política educativa del Govern central en coordinació amb les comunitats autònomes.

## Història
Aquesta Secretaria d'Estat neix després del canvi de Govern en 2018 i l'arribada a la presidència de Pedro Sánchez. El President decideix remodelar l'estructura ministerial dividint l'antic Ministeri d'Educació, Cultura i Esport en tres nous ministeris: Ministeri d'Educació i Formació Professional que assumeix les competències educatives, el Ministeri de Cultura i Esport que recupera la seva autonomia i assumeix les competències culturals i d'impuls de l'esport i el Ministeri de Ciència, Innovació i Universitats, que assumeix les competències en educació superior.
A causa d'aquest canvi estructural, la Secretaria d'Estat perd les competències en universitats en favor de la Secretaria d'Estat d'Universitats, Recerca, Desenvolupament i Innovació, quedant-se amb les funcions dels nivells inferiors d'educació i formació professional.

## Estructura
Depenen de la Secretaria d'Estat:
- Direcció general d'Avaluació i Cooperació Territorial
- Direcció general de Formació Professional
- Direcció general de Planificació i Gestió Educativa

## Llista de secretaris d'estat
- Secretari d'Estat d'Educació: 
  - Alfredo Pérez Rubalcaba (1988-1992)
  - Álvaro Marchesi Ullastres (1992-1996)
- Secretari d'Estat d'Educació, Universitats, Investigació i Desenvolupament: 
  - Jorge Fernández Díaz (1999-2000).
- Secretari d'Estat d'Educació i Universitats: 
  - Julio Iglesias de Ussel (2000-2004).
- Secretària d'Estat d'Educació i Formació: 
  - Eva Almunia (2008-2010).
- Secretari d'Estat d'Educació i Formació Professional: 
  - Mario Bedera Bravo (2010-2011)
- Secretari d'Estat d'Educació, Formació Professional i Universitats:
  - Montserrat Gomendio Kindelan (2012-2015)
  - Marcial Marín Hellín (2015-2018)
- Secretari d'Estat d'Educació i Formació Professional
  - Alejandro Tiana Ferrer (2018-)[3]